# Aaron Epps
Aaron DeVon Epps (Louisville, 28 aprile 1996) è un cestista statunitense.